# Соколов, Юрий Алексеевич
Юрий Алексеевич Соколов (23 февраля 1961, Свердловск — 14 марта 1990, Ленинград) — советский дзюдоист, победитель Спартакиады народов СССР, чемпион и призёр чемпионатов СССР и мира, чемпион Европы, заслуженный мастер спорта СССР (1985).

## Биография

### Спорт
Родился 23 февраля 1961 года в Свердловске. В 1967 году переехал в Сосновый Бор. В 1973 году начал заниматься самбо и дзюдо в спортклубе «Малахит» у тренера Л. В. Веселова. В 1978 году стал чемпионом СССР и Европы среди юношей. Окончил ПТУ-236. В 1979 году стал чемпионом СССР среди юниоров. Тогда же был призван в армию. Начал тренироваться в Ленинграде у тренера Ярослава Керода и выступать за СКА.
После серебряной медали на чемпионате мира в Эссене, которая была воспринята им как провал, его результаты пошли на спад.

### В годы перестройки
В перестроечные годы Соколов стал заметной фигурой среди рэкетиров в Санкт-Петербурге. По утверждению историка организованной преступности Евгения Вышенкова, территорией «крышевания» Соколова была площадь Искусств в историческом центре города. Условно примыкал к преступной группировке, известной как «тамбовские». 14 июля 1990 года был убит в своей квартире в драке с боксёром по прозвищу Ришатик.

## Спортивные результаты
- Летняя Спартакиада народов СССР 1983 года — ;
- Чемпионат СССР по дзюдо 1984 года — ;
- Чемпионат СССР по дзюдо 1985 года — ;
- Чемпионат СССР по дзюдо 1987 года — ;

## Семья
Отец — Алексей Васильевич, мать — Галина Александровна. Братья Юрий и Роман.

## Память
В 1991 году в Санкт-Петербурге по инициативе друзей был учреждён международный турнир памяти Юрия Соколова.